# NHK Trophy de 2010
NHK Trophy de 2010 foi a trigésima primeira edição do NHK Trophy, um evento anual de patinação artística no gelo organizado pela Federação Japonesa de Patinação (em japonês:  日本スケート連盟), e que fez parte do Grand Prix de 2010–11. A competição foi disputada entre os dias 22 de outubro e 24 de outubro, na cidade de Nagoya, Japão.

## Eventos
- Individual masculino
- Individual feminino
- Duplas
- Dança no gelo

## Medalhistas
| Evento                        | Ouro                                         | Prata                                  | Bronze                                           |
| Individual masculino detalhes | Daisuke Takahashi · Japão                    | Jeremy Abbott · Estados Unidos         | Florent Amodio · França                          |
| Individual feminino detalhes  | Carolina Kostner · Itália                    | Rachael Flatt · Estados Unidos         | Kanako Murakami · Japão                          |
| Duplas detalhes               | Pang Qing · Tong Jian · China                | Vera Bazarova · Yuri Larionov · Rússia | Narumi Takahashi · Mervin Tran · Japão           |
| Dança no gelo detalhes        | Meryl Davis · Charlie White · Estados Unidos | Kaitlyn Weaver · Andrew Poje · Canadá  | Maia Shibutani · Alex Shibutani · Estados Unidos |

## Resultados

### Individual masculino
| Pos.              | Nome                 | Nacionalidade  | Pontos | PC         | PL          |
| ----------------- | -------------------- | -------------- | ------ | ---------- | ----------- |
| Medalha de ouro   | Daisuke Takahashi    | Japão          | 234.79 | 78.04 (1)  | 156.75 (1)  |
| Medalha de prata  | Jeremy Abbott        | Estados Unidos | 218.19 | 74.62 (2)  | 143.57 (3)  |
| Medalha de bronze | Florent Amodio       | França         | 213.77 | 70.01 (4)  | 143.76 (2)  |
| 4                 | Yuzuru Hanyu         | Japão          | 207.72 | 69.31 (5)  | 138.41 (4)  |
| 5                 | Shawn Sawyer         | Canadá         | 193.80 | 70.15 (3)  | 123.65 (8)  |
| 6                 | Takahito Mura        | Japão          | 191.85 | 63.20 (9)  | 128.65 (6)  |
| 7                 | Jialiang Wu          | China          | 189.58 | 64.06 (8)  | 125.52 (7)  |
| 8                 | Kevin van der Perren | Bélgica        | 189.41 | 55.31 (11) | 134.10 (5)  |
| 9                 | Ross Miner           | Estados Unidos | 186.62 | 64.85 (7)  | 121.77 (10) |
| 10                | Adrian Schultheiss   | Suécia         | 181.47 | 62.24 (10) | 119.23 (11) |
| 11                | Jeremy Ten           | Canadá         | 176.48 | 54.48 (12) | 122.00 (9)  |
| 12                | Denis Ten            | Cazaquistão    | 171.68 | 68.74 (6)  | 102.94 (12) |

### Individual feminino
| Pos.              | Nome                 | Nacionalidade  | Pontos | PC         | PL         |
| ----------------- | -------------------- | -------------- | ------ | ---------- | ---------- |
| Medalha de ouro   | Carolina Kostner     | Itália         | 164.61 | 57.27 (1)  | 107.34 (2) |
| Medalha de prata  | Rachael Flatt        | Estados Unidos | 161.04 | 53.69 (3)  | 107.35 (1) |
| Medalha de bronze | Kanako Murakami      | Japão          | 150.16 | 56.10 (2)  | 94.06 (5)  |
| 4                 | Kiira Korpi          | Finlândia      | 148.44 | 52.60 (5)  | 95.84 (4)  |
| 5                 | Ashley Wagner        | Estados Unidos | 143.73 | 52.93 (4)  | 90.80 (6)  |
| 6                 | Elene Gedevanishvili | Geórgia        | 141.52 | 44.51 (9)  | 97.01 (3)  |
| 7                 | Caroline Zhang       | Estados Unidos | 133.86 | 50.71 (6)  | 83.15 (9)  |
| 8                 | Mao Asada            | Japão          | 133.40 | 47.95 (8)  | 85.45 (8)  |
| 9                 | Victoria Helgesson   | Suécia         | 130.11 | 43.66 (10) | 86.45 (7)  |
| 10                | Léna Marrocco        | França         | 122.03 | 41.67 (11) | 80.36 (10) |
| 11                | Jenna McCorkell      | Reino Unido    | 121.52 | 49.07 (7)  | 72.45 (11) |
| 12                | Diane Szmiett        | Canadá         | 88.33  | 31.90 (12) | 56.43 (12) |

### Duplas
| Pos.              | Nome                               | Nacionalidade  | Pontos | PC        | PL         |
| ----------------- | ---------------------------------- | -------------- | ------ | --------- | ---------- |
| Medalha de ouro   | Pang Qing / Tong Jian              | China          | 189.37 | 67.10 (1) | 122.27 (1) |
| Medalha de prata  | Vera Bazarova / Yuri Larionov      | Rússia         | 173.83 | 60.16 (2) | 113.67 (2) |
| Medalha de bronze | Narumi Takahashi / Mervin Tran     | Japão          | 155.66 | 57.23 (3) | 98.43 (4)  |
| 4                 | Caitlin Yankowskas / John Coughlin | Estados Unidos | 154.88 | 54.19 (6) | 100.69 (3) |
| 5                 | Caydee Denney / Jeremy Barrett     | Estados Unidos | 152.38 | 55.03 (4) | 97.35 (7)  |
| 6                 | Mylène Brodeur / John Mattatall    | Canadá         | 151.97 | 54.28 (5) | 97.69 (6)  |
| 7                 | Maylin Hausch / Daniel Wende       | Alemanha       | 148.31 | 50.49 (7) | 97.82 (5)  |
| 8                 | Zhang Yue / Wang Lei               | China          | 138.55 | 49.72 (8) | 88.83 (8)  |

### Dança no gelo
| Pos.              | Nome                              | Nacionalidade    | Pontos | DC         | DL         |
| ----------------- | --------------------------------- | ---------------- | ------ | ---------- | ---------- |
| Medalha de ouro   | Meryl Davis / Charlie White       | Estados Unidos   | 165.21 | 66.97 (1)  | 98.24 (1)  |
| Medalha de prata  | Kaitlyn Weaver / Andrew Poje      | Canadá           | 141.57 | 58.69 (2)  | 82.88 (3)  |
| Medalha de bronze | Maia Shibutani / Alex Shibutani   | Estados Unidos   | 136.93 | 53.68 (5)  | 83.25 (2)  |
| 4                 | Elena Ilinykh / Nikita Katsalapov | Rússia           | 135.05 | 56.89 (3)  | 78.16 (4)  |
| 5                 | Anna Cappellini / Luca Lanotte    | Itália           | 127.43 | 55.68 (4)  | 71.75 (5)  |
| 6                 | Lucie Myslivečková / Matěj Novák  | República Tcheca | 115.17 | 45.20 (6)  | 69.97 (6)  |
| 7                 | Cathy Reed / Chris Reed           | Japão            | 114.52 | 44.90 (7)  | 69.62 (7)  |
| 8                 | Penny Coomes / Nicholas Buckland  | Reino Unido      | 109.80 | 43.52 (8)  | 66.28 (8)  |
| 9                 | Yu Xiaoyang / Wang Chen           | China            | 102.65 | 43.50 (9)  | 59.15 (9)  |
| 10                | Dora Turoczi / Balazs Major       | Hungria          | 87.40  | 32.68 (10) | 54.72 (10) |

## Quadro de medalhas
| Ordem | País           | Medalha de ouro | Medalha de prata | Medalha de bronze |    | Ordem por total |
| ----- | -------------- | --------------- | ---------------- | ----------------- | -- | --------------- |
| 1     | Estados Unidos | 1               | 2                | 1                 | 4  | 1               |
| 2     | Japão          | 1               |                  | 2                 | 3  | 2               |
| 3     | China          | 1               |                  |                   | 1  | 3               |
| 3     | Itália         | 1               |                  |                   | 1  | 3               |
| 5     | Rússia         |                 | 1                |                   | 1  | 3               |
| 5     | Canadá         |                 | 1                |                   | 1  | 3               |
| 7     | França         |                 |                  | 1                 | 1  | 3               |
| TOTAL | TOTAL          | 4               | 4                | 4                 | 12 | —               |